# 카렐 아펠
크리스티안 카렐 아펠(Christiaan Karel Appel, 1921년 4월 25일~2006년 5월 3일)은 네덜란드의 화가, 조각가, 시인이다. 그는 14세에 그림을 그리기 시작했으며 1940년대에 암스테르담의 라익스아카데미에서 미술을 공부했다. 그는 1948년 아방가르드 운동 CoBrA의 창립자 중 한 명이자 열렬한 조각가였으며 그의 작품은 뉴욕 근대미술관 등 전 세계의 여러 박물관에 전시되어 있다.

## 어린 시절
크리스티안 카렐 아펠은 1921년 4월 25일 네덜란드 암스테르담의 Dapperstraat 7에서 태어났다. 어린 시절 그는 종종 '킥'이라고 불렸다. 그의 아버지인 얀 아펠은 자신의 집 1층에 이발소를 운영했고 그의 어머니 요한나 슈발리에는 프랑스 위그노의 후손이었다. 아펠은 세 명의 형제가 있었다.
14세에 아펠은 본격적으로 캔버스에 그림을 그리기 시작했는데, 첫 그림은 과일 바구니를 그린 정물화였다. 15번째 생일에 아펠의 부유한 삼촌 카렐 슈발리에에게 페인트 세트와 이젤을 선물로 받았다. 아마추어 화가였던 그의 삼촌 슈발리에는 아펠에게 그림 그리는 법을 가르쳐 주기도 했다.

## 경력
1940년부터 1943년까지, 독일 점령 기간 동안 아펠은 암스테르담의 라익스아카데미에서 미술을 공부했고, 그곳에서 젊은 화가 코르네유 기욤 베베를로를 만났고, 몇 년 후에는 콩스탕을 만났다. 그들은 수년 동안 절친한 친구로 지냈다. 아펠의 부모는 그가 예술가가 되는 것을 반대했고, 그로 인해 그는 집을 떠나야 했다. 이는 또한 그가 독일 경찰에 잡혀 무기를 제작하기 위해 독일로 보내지는 것을 막기 위해 필요한 조치였다. 아펠은 1946년 흐로닝언에서 첫 전시회를 가졌다. 1949년 그는 다른 CoBrA(벨기에 시인 크리스티안 도트르몽이 각 회원들의 모국의 수도인 코펜하겐, 브뤼셀, 암스테르담의 이니셜을 따서 지은 이름) 예술가들과 함께 암스테르담 시립 미술관에 참여하였는데, 이는 큰 스캔들을 일으키며 언론과 대중들로부터 많은 반대를 불러일으켰다. 그는 파블로 피카소, 앙리 마티스, 프랑스의 야수파 예술가 장 뒤뷔페의 영향을 받았다. 1947년 그는 온갖 종류의 중고재료를 이용해 조각하기 시작했고(조립 기법을 사용), 흰색, 빨간색, 노란색, 파란색, 검은색 등 밝은 색으로 칠했다. 그는 젊은 네덜란드 화가 Anton Rooskens, Theo Wolvecamp, 얀 니우벤하이스와 함께 1948년 7월에 결성된 네덜란드 예술가 그룹인 Experimentele Groep in Holland에 합류했다. 후에 벨기에 작가 휘호 클라우스도 이 그룹에 합류했다.
1948년 아펠은 네덜란드 예술가 코르네유, 콩스탕, 얀 니우벤하이스와 함께 CoBrA에 가입했다. CoBrA 그룹의 새로운 예술은 네덜란드에서는 인기가 없었지만, 덴마크에서는 많은 환대를 받았다. 1939년 무렵, 덴마크 예술가들은 이미 자발적인 예술 작품을 만들기 시작했으며, 그들에게 영감의 원천 중 하나는 덴마크와 북유럽 신화였다. CoBrA 예술가들이 집 내부를 집단적으로 칠하며 협력하기 시작한 것도 덴마크에서였으며, 이를 통해 CoBrA 그룹에서 사용하던 전형적인 '유치함'과 자연스러운 그림 언어의 교류를 장려하고 강화했다. 아펠은 이 기법을 매우 집중적으로 활용했다. 이러한 기법을 활용한 작품 중 하나인 암스테르담 시청에 있는 1949년 프레스코화 《질문하는 아이들》은 논란을 불러일으켰고 10년 동안 가려졌다.

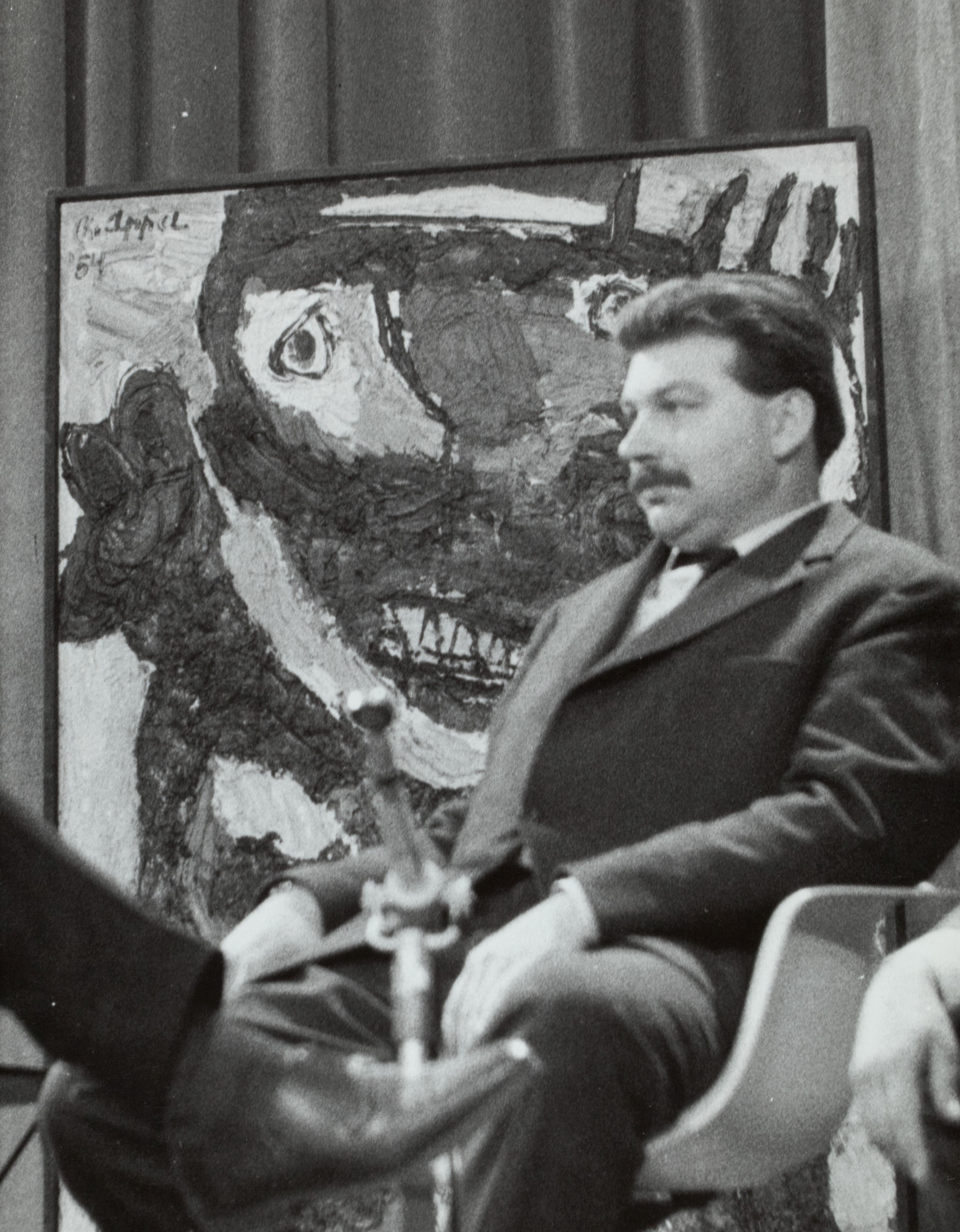
자신의 그림과 있는 카렐 아펠, 1954년

이러한 논란과 CoBrA에 대한 네덜란드의 부정적인 반응을 피해 아펠은 1950년에 파리로 이주하여 멕시코, 미국, 유고슬라비아, 브라질을 여행하며 국제적인 명성을 얻었다. 그는 또한 뉴욕과 피렌체에서 살았다. 그의 첫 번째 미국 갤러리 전시회는 1954년 Martha Jackson Gallery에서 열렸다. 미국에서 그는 마일스 데이비스, 디지 길레스피 등 유명 재즈 음악가들의 초상화도 그렸다. 그 다음해에 제작한 1951년작 그림 《아이와 야수 2》(Child and Beast II)는 뉴욕 근대미술관에서 열린 영향력 있는 전시회 The New Decade에 포함되었는데, 이 전시회에는 프랜시스 베이컨, 장 뒤뷔페, 피에르 술라주와 같은 신진 화가와 조각가 22명의 작품이 전시되었다. 그는 벽화 작업으로 특히 주목을 받았다. 1990년대 이후 그는 네덜란드에서 훨씬 더 큰 인기를 얻었으며, 루디 푸흐스 감독의 기획으로 암스테르담과 브뤼셀에서 여러 차례 큰 전시회를 가졌다. 또한 암스텔베인에 있는 CoBrA 박물관은 그의 작품을 선보이는 여러 쇼를 개최했다. 그는 가장 유명한 네덜란드 CoBrA 아티스트가 되었다.

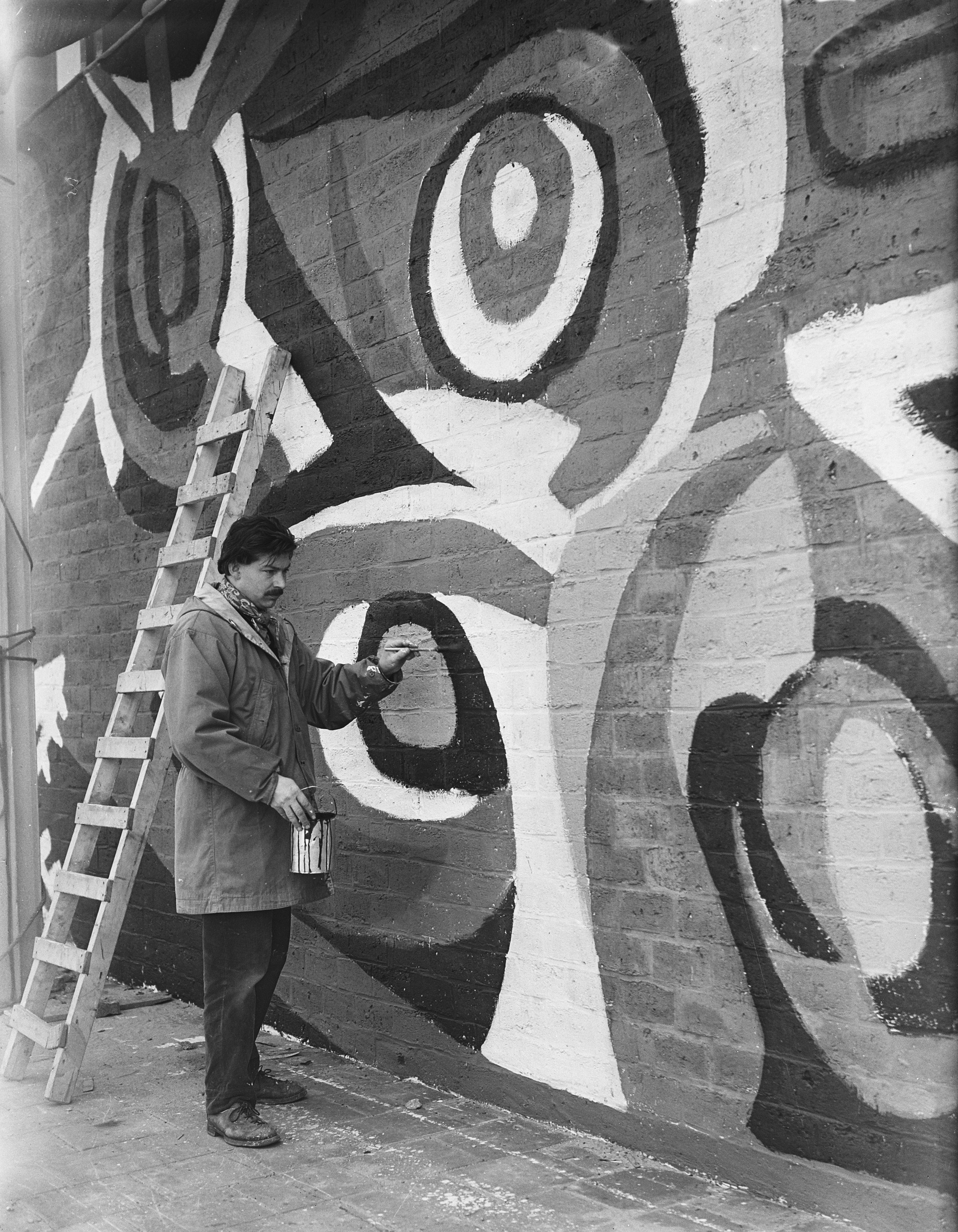
네덜란드 로테르담에서 벽화를 그리고 있는 카렐 아펠, 1955년

아펠의 작품은 뉴욕의 아니타 샤폴스키 갤러리, 파리의 갤러리 렐롱, 비엔나의 갤러리 율리시스, 암스테르담의 갤러리 LL 등 다수의 갤러리에서 전시되었다. 아펠은 또한 네덜란드 암스텔베인에 있는 코브라 미술관에서 여러 번 전시했다. 그의 재산은 Galerie Max Hetzler와 Almine Rech가 대리하여 관리하고있다.

## 사망
평소 심장병을 앓고 있었던 아펠은 2006년 5월 3일 스위스 취리히에 있는 자택에서 85세의 나이로 사망했다. 그는 2006년 5월 16일 프랑스 파리의 페르 라셰즈 묘지에 묻혔다.
아펠은 사망하기 몇년 전 카렐 아펠 재단을 설립했다. 이 재단의 목적은 아펠의 작품을 보존하고 그의 작품에 대한 대중의 인식과 지식을 증진하며 회화, 종이 작품 및 조각품의 작품 카탈로그 출판을 감독하는 것을 주로 한다.
2002년에 아펠의 작품 여러 개가 그의 재단으로 운반되던 도중에 실종되는 사건이 발생하였는데, 이 사건은 그가 사망하기 전까지 해결되지 않았다. 그러다 2012년 영국의 한 폐쇄된 창고에서 사라진 작품들이 발견되어 재단으로 반환되었다.
그가 사망한 이후, 암스테르담에 있는 카렐 아펠 재단은 재단의 주요 역할인 이미지 아카이브 외에도 그의 공식 유산으로 기능하게 되었다. 카렐 아펠 재단의 미국 저작권 대표는 Artists Rights Society이다.

## 갤러리

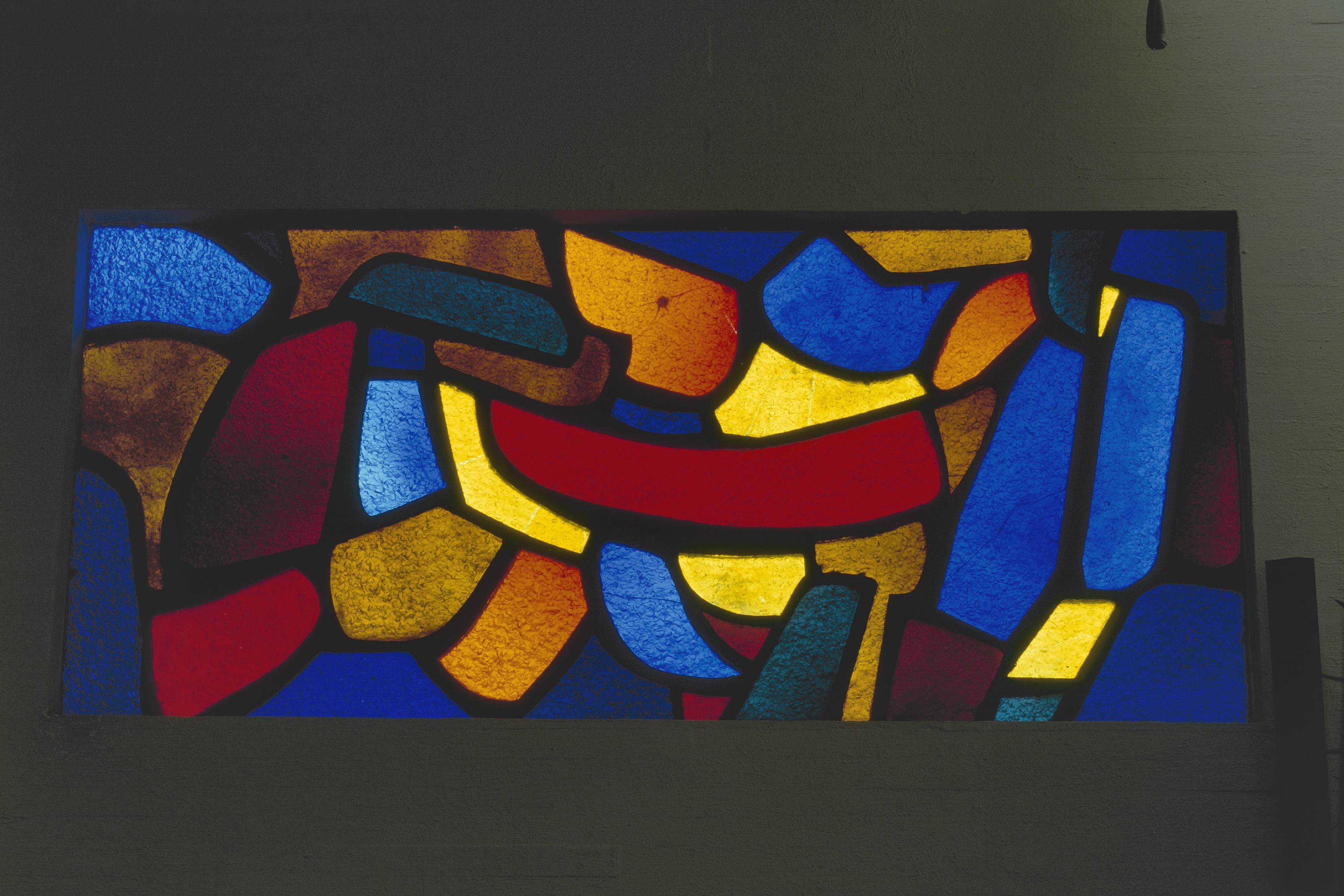
헬레인에 있는 교회의 크루이스커크(Kruiskerk) 스테인드글라스 창문, 1957년
무제, 1986년, 실크스크린
뤼트 푹스의 초상화, 2005년, 유화 및 네온
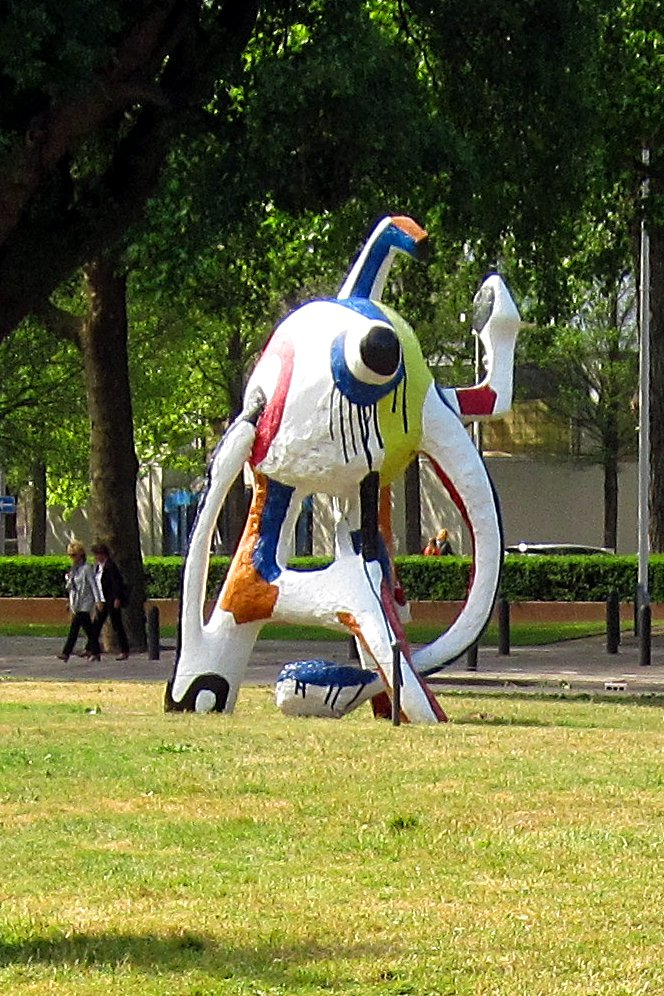
현재 메릴랜드 대학교 내에 있는 《코끼리》 조각상, 1950년
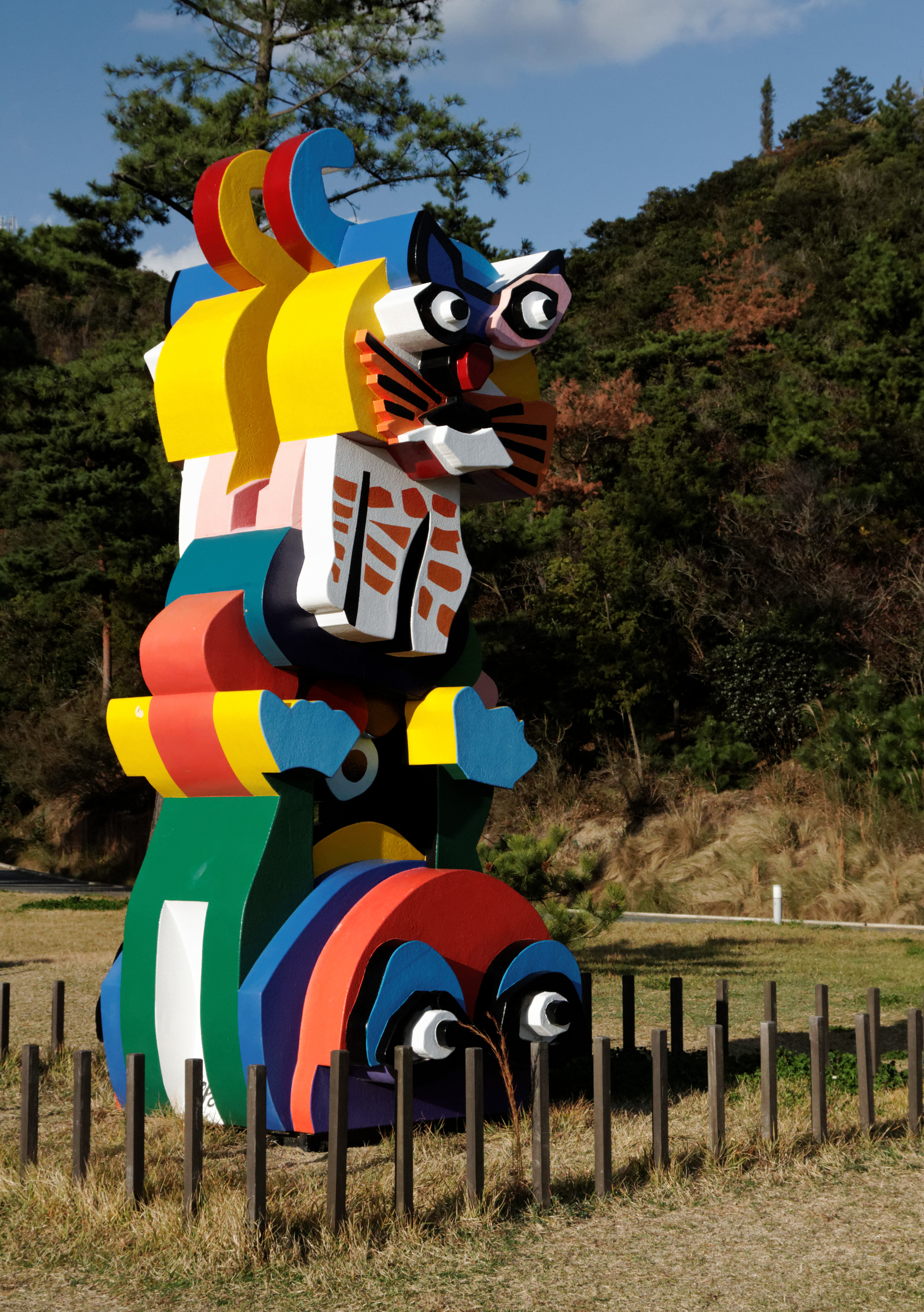
나오시마에 있는 《개구리와 고양이》 조각상, 1990년
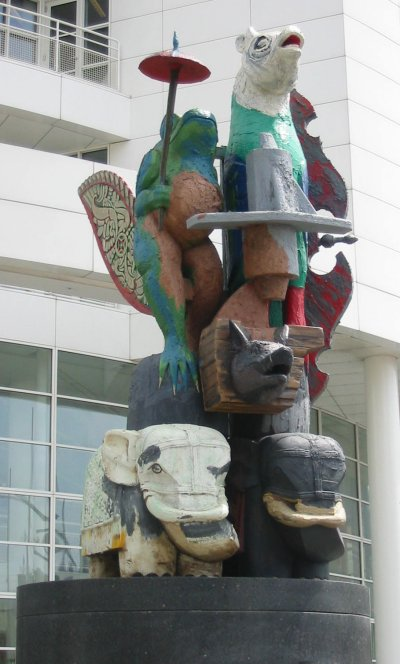
헤이그에 있는 《우산을 쓴 개구리》 조각상, 2001년
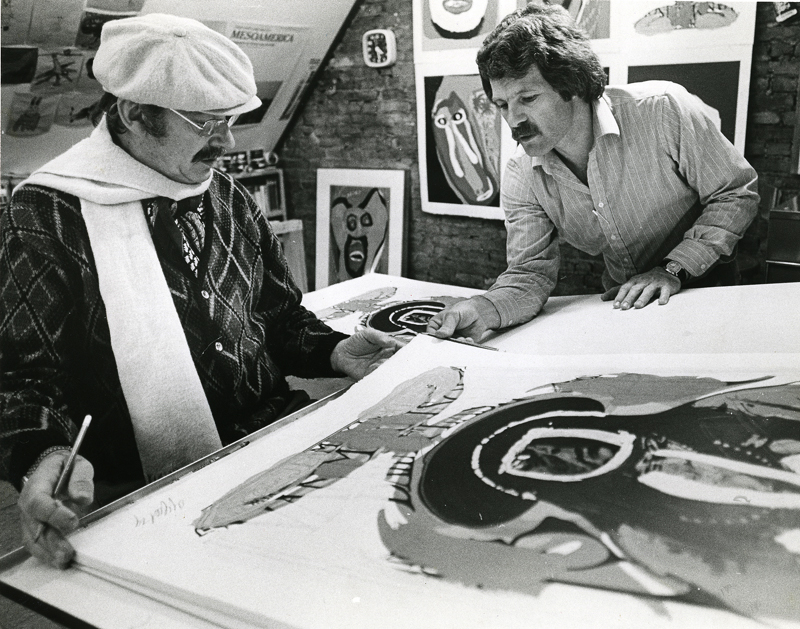
자신의 작품에 사인하는 카렐 아펠, 1979년